# Forêt nationale de Nísia Floresta
 (avril 2020).
La forêt nationale de Nísia Floresta (portugais : Floresta Nacional de Nísia Floresta) est une forêt nationale brésilienne. Elle se situe dans la région Nord-Est, dans l'État du Rio Grande do Norte.
Le parc fut créé en 2001 et couvre une superficie de 168,84 hectares.
Il s'étend sur le territoire de la municipalité de Nísia Floresta.